# Собор Рождества Пресвятой Богородицы (Приозерск)
Кафедральный собор Рождества Пресвятой Богородицы — православный храм в Приозерске Ленинградской области. Построен в середине XIX века. Является памятником архитектуры регионального значения.

## История
Храм Рождества Пресвятой Богородицы был сооружён на центральной площади Приозерска в 1836—1847 годах по проекту архитектора Давида Висконти.
Название храм получил в честь другой церкви, располагавшейся на Спасском острове, которую там оборудовали на месте лютеранской кирхи после перехода Кексгольма к России в 1710 году. К середине XIX века старая церковь обветшала и было принято построить новое здание. Свободное место на возвышении у торговой площади нашли достаточно быстро. К маю 1838 года были готовы планы фасадов и смета на 15,8 тыс. рублей серебром. Для новой кексгольмской церкви Святейший синод сделал исключение, и вся требуемая сумма была выделена из его бюджета. Строительными работами руководил местный купец Андрей Лисицын. 
Церковь получилась достаточно оригинальной внешне, потому что в ней органически слились ампирные и русско-византийские архитектурные элементы. Храм был освящён 11 декабря 1847 года. Спустя три десятилетия его описывали следующим образом: «Длина храма с колокольнею – 11 сажень и 1 аршин, ширина – 5 сажень, высота с куполом – 9 сажень . В нём трое дверей – с севера, юга и запада. 8 окон в куполе, 8 между арками и 8 — внизу, с железными решетками; три печи: из них две кафельных при западном входе, и одна железная – в алтаре. Внутри храм оштукатурен и окрашен жёлтой краской. В куполе – на восточной стороне – изображен лик Господа Вседержителя, на западной образ Божией Матери, восходящей на небо; на парусах – четыре Евангелиста. Крыльцо храма из тесаной плиты». Достопримечательностью храма был один из его колоколов, отлитый в 1649 году в Стокгольме и доставшийся взявшим Кексгольм русским войскам Романа Брюса в качестве трофея. Он весил 992 кг, а по его поверхности шло несколько надписей по латыни. Например, такая «Кто против нас, если за нас Бог». Церковная библиотека состояла из 100 номеров, в числе которых 63 богослужебные книги, а прочие 37 — духовнонравственного содержания. 
После окончания Зимней войны Приозерск отошёл Советскому Союзу. Церковь была закрыта, её здание стало использоваться под интендантский склад. В 1941 году, в ходе Великой Отечественной войны Финляндия вернула себе ранее утраченные территории. Богослужения в храме возобновились и продолжались до 1944 года. После окончания войны церковь опять закрыли. В её здании последовательно располагались музей, дом пионеров и школьников, типография, комбинат бытового обслуживания.
В 1992 году храм возвратили верующим. С 1995 года он является приозерским подворьем Рождество-Богородичного Коневского монастыря. 21 сентября 2013 года храм вновь приобрел статус кафедрального собора и был передан Выборгской епархии.

## Галерея

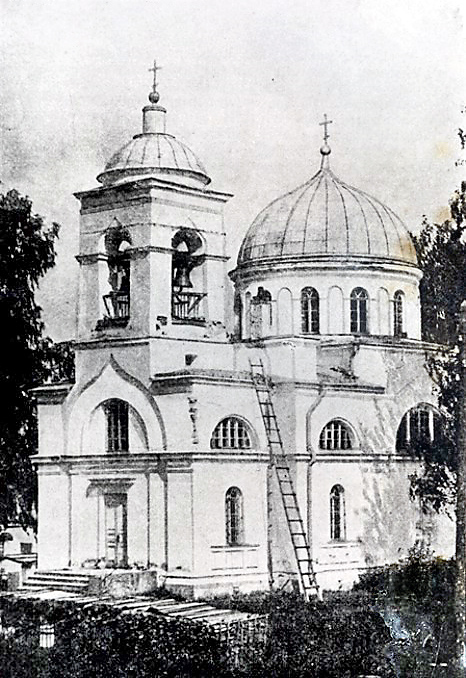
Дореволюционный вид церкви (1900)
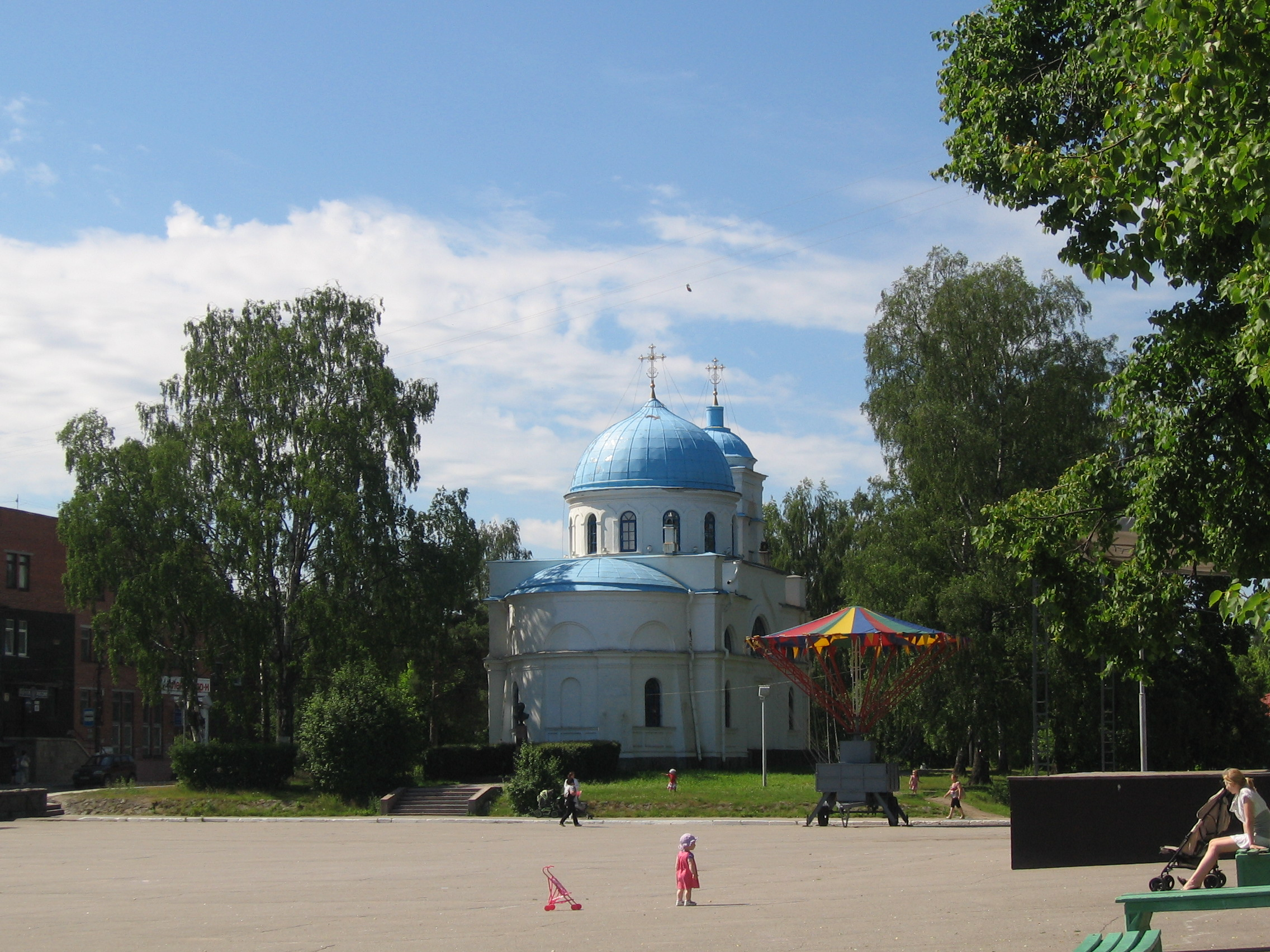
Вид на собор со стороны площади Ленина (2012)
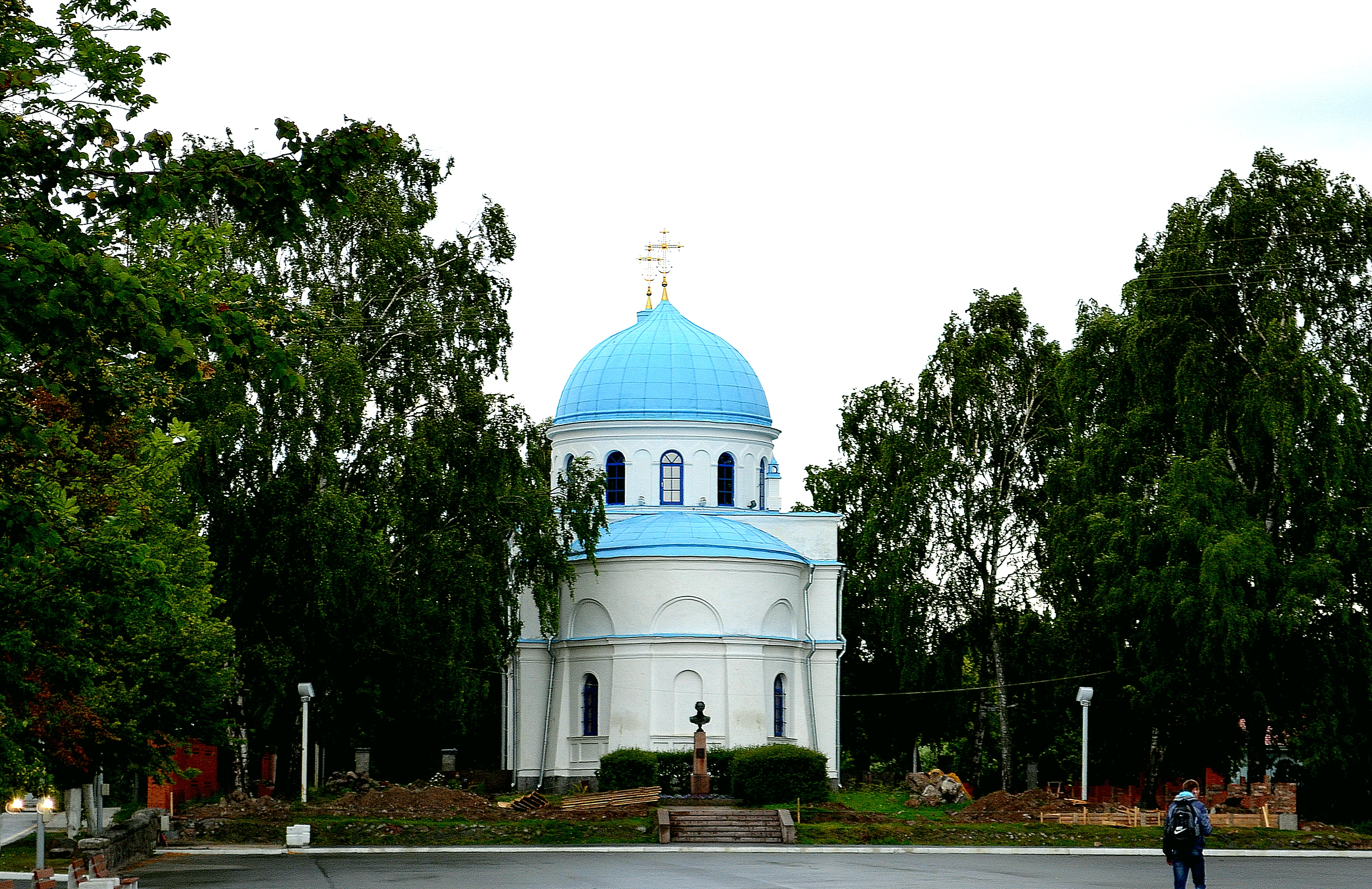
Вид на собор со стороны площади Ленина (2015)
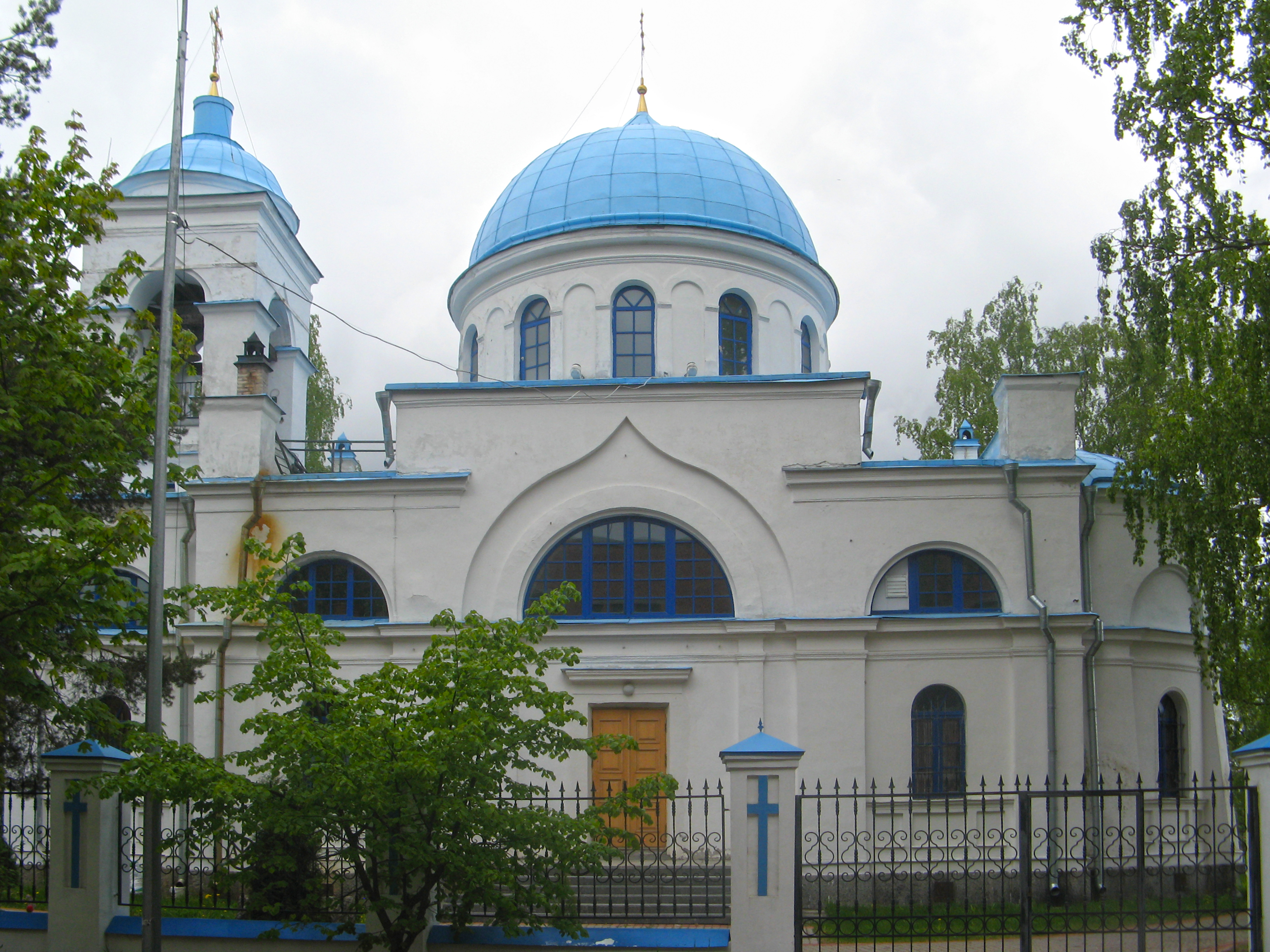
Вид на собор крупным планом (2019)